# شهرستان پودمبیتسه
شهرستان پودمبیتسه (به لاتین: Poddębice County، تلفظ: [pɔd:ɛmˈbʲit͡sɛ]) یک شهرستان در لهستان است که در استان ووتسکی واقع شده‌استبزرگترین شهر آن Poddębice است که ۳۷ کیلومتر (۲۳ مایل) از غرب لندن را تشکیل می‌دهد. تنها شهر دیگر این شهرستان Uniejow است که در ۱۴ کیلومتری (۹ مایل) شمال غربی Poddębice قرار دارد.

## خصوصیات
شهرستان پودمبیتسه ۸۸۰٫۹۱ کیلومترمربع مساحت و ۴۲٬۱۹۵ نفر جمعیت دارد.